# Plogastel-Saint-Germain
Plogastel-Saint-Germain település Franciaországban, Finistère megyében. Lakosainak száma 2016 fő (2022. január 1.). Plogastel-Saint-Germain Gourlizon, Landudec, Peumerit, Plonéis, Plonéour-Lanvern, Plovan, Pluguffan és Pouldreuzic községekkel határos.

## Népesség
A település népességének változása:
| Lakosok száma | 1521 | 1615 | 1687 | 1768 | 1866 | 1902 | 1953 | 1985 | 1989 | 2016 |
|               | 1968 | 1982 | 1990 | 2006 | 2013 | 2015 | 2017 | 2019 | 2020 | 2022 |